# Херсон — Крим
Херсон – Армянськ – Джанкой – Сімферополь (Херсон – Крим) – газотранспортний коридор, створений для подачі ресурсу блакитного палива на Кримський півострів.
Перші трубопроводи майбутнього газотранспортного коридору почали роботу у 1970 році. На півдні у зв’язку із початком розробки Джанкойського газового родовища став до ладу маршрут Джанкой – Сімферополь довжиною 75 км, виконаний в діаметрі 500 мм та розрахований на робочий тиск 5,4 МПа. Водночас до найпівнічнішого міста півострова Армянська подали ресурс по трубопроводу з Херсона, який мав довжину 107 км та був виконаний в діаметрі 700 мм (можливо відзначити, що на той час природний газ вже кілька років як надходив до Херсона по трубопроводу Мар'ївка – Херсон).
У 1976-му ввели ділянку Армянськ – Джанкой, що дозволило під’єднати відокремлену кримську підсистему до газотранспортної системи України. Ця ділянка довжиною 73 км була виконана в діаметрі 500 мм та розрахована на робочий тиск у 5,5 МПа.
Через певний час виникли плани підсилення коридору другою ниткою. У 1997 – 2014 роках були введені кілька лупінгів на початковій ділянці загальною довжиною 68 км та діаметром 700 мм. При цьому облаштували підводні переходи через Дніпро та його великий рукав Конку, а також виконаний методом спрямованого горизонтального буріння перехід через Південнокримський канал. В 2011-му завершили прокладання другої нитки дещо більшого діаметру – 1000 мм – по всій протяжності центральної ділянки Армянськ – Джанкой. Тут за допомогою спрямованого горизонтального буріння спорудили переходи під історико-культурним заповідником «Турецький вал» (довжина 0,53 км), річкою Чатирлик ( понад 1 км), а також Роздольненським каналом (0,44 км) та каналом РМ-3 (0,45 км).
Протранспортований по коридору ресурс міг передаватись до газопроводів Сімферополь – Севастополь (живить також Південне узбережжя Криму), Джанкой – Феодосія – Керч, Красноперекопськ – Глібовка (сполучає із Глібовським підземним сховищем газу) та Стрілкове – Джанкой (при його роботі у реверсному напрямку в період пікового попиту на блакитне паливо у Генічеську). Можливо також відзначити, що у Армянську великим споживачем природного газу є хімічний комбінат «Кримський Титан» (введений в дію у 1971 – 1978 роках).
В майбутньому планувалось за умови успішного нарощування видобутку на шельфі використати реверсований коридор для подачі блакитного палива у напрямку Херсона.
Станом на початок 2020-х південна частина траси унаслідок анексії Криму знаходиться під контролем Росії і наскрізні поставки по газотранспортному коридору припинились.